# Christer Strömholm
Christer Strömholm  est un photographe suédois né le 22 juillet 1918 à Stockholm et mort le 11 janvier 2002 dans la même ville.

## Biographie
Christer Strömholm est né à Stockholm en 1918. Il a suivi une formation de peintre en Allemagne, en Italie et en France, et c’est à l'École nationale supérieure des beaux-arts de Paris qu’il s’intéresse à la photographie.
Christer Strömholm a 16 ans quand son père se suicide. Ce drame a marqué son œuvre, où la mort a tendance à rôder : un masque mortuaire, des allées de cimetière, un cadavre d’enfant indien voué à être incinéré…
À partir des années 1950, il enseigne la photographie en Suède et fonde en 1962, avec Tor-Ivan Odulf, l’école de photographie de l’université de Stockholm. Il formera ainsi près d’un millier d’étudiants dont Anders Petersen qui est le plus célèbre et le plus proche de sa démarche.
Peu soucieux de sa médiatisation, Christer Strömholm n’acquerra une notoriété internationale qu’à partir des années 1980, confirmée en 1986 par une grande rétrospective au musée d’art moderne de Stockholm. En 1965, quand cet anarchiste présente ses photos lors d’une exposition intitulée À ma propre mémoire, dans le grand magasin NK, il provoque un scandale. Sa vision noire du monde fait que les images seront décrochées au bout de trois jours.
Christer Strömholm a travaillé sur des reportages en Inde, au Japon, en Espagne, en Afrique, aux États-Unis. Son travail le plus connu est celui sur les personnes transgenres de la place Blanche à Paris.
Il entretiendra un rapport étroit avec la France car, dès 1958, il a fait l’acquisition d’une maison à Fox-Amphoux dans le Var et y viendra fréquemment. 

## Expositions (sélection)

### Expositions personnelles
- 1965 : À ma propre mémoire, grand magasin NK.
- 1981 : Art et conscience, Rencontres d'Arles.
- 1986 : rétrospective au Musée d'art moderne de Stockholm.

- décembre 2001 - 5 janvier 2002 : Lumières suédoises, galerie Vu', Paris[2].

- 2005 : Rencontres d'Arles, France.
- 10 janvier - 19 mars 2006 : Christer Strömholm, Jeu de paume, site Hôtel de Sully, Paris[3].
- 2012 : Fotografiska, Stockholm..
- 6 - 17 novembre 2023 : Christer Strömholm – Le regard d’un Suédois à Paris, Galerie Saint Honoré Art Consulting, Paris[4].

### Expositions collectives
- 1er octobre 2005 - 15 janvier 2006 : Arbus, Model, Strömholm, Moderna museet, Stockholm[5].

## Livres de photographies (sélection)
- (sv) Vännerna från, Stockholm, AB Tiprod, 1983, 108 p.  (ISBN 9789186168056). Rééditions :
  - (en), (fr) Les amies de place Blanche, textes de Christian Caujolle, Hélène Hazera, Johan Ehrenberg, Villejuif, Aman iman éd., 2011, 208 p.  (ISBN 978-2-9533910-5-3)[1].

- 1993-1996
  - 101 sages paroles
  - 102 sages paroles
- 1999-2001
  - Le Testament
  - Phaidon 55

## Prix et distinctions
- 1965, élu Photographe de la décennie, par le magazine suédois Foto
- 1997, lauréat du prix Hasselblad[6],[7].